# Слован (хоккейный клуб, Братислава)
«Сло́ван» Братисла́ва (HC Slovan Bratislava) — профессиональный хоккейный клуб, выступающий в Словацкой Экстралиге. Клуб базируется в городе Братиславе — столице Словакии. Домашняя арена — «Словнафт арена» — вмещает 10 115 зрителей. В 2012—2019 годах выступал в Континентальной хоккейной лиге.

## История
Клуб основан в 1921 году под названием CSK Bratislava. Название «Слован» команда получила в 1939 году. Данное название сохраняется до сих пор, за исключением периода 1949—1952 годов, когда клуб назывался Sokol NV. Наиболее значительный успех пришёл к команде в сезоне 1978/79, когда была одержана победа в чемпионате Чехословакии. В то время за клуб выступали братья Штястные.
Команда многократно участвовала в еврокубках: Кубке европейских чемпионов 1979/80, Евролиге (1996/97 — 1999/2000), Континентальном кубке (2000/01, 2002/03, 2003/04), «новом» Кубке европейских чемпионов (в Словакии и Чехии также известном как Super six; 2006, 2008), Лиге чемпионов 2008/09, а также European Trophy (2011—2013).
30 сентября 2008 года «Слован» впервые встретился с клубом, представляющим НХЛ. В выставочном матче словацкая команда уступила клубу «Тампа-Бэй Лайтнинг» 2:3 (по буллитам).

## Выступление в КХЛ
29 марта 2012 года «Слован» подал официальную заявку на вступление в КХЛ в сезоне 2012—13. 19 мая 2012 года клуб был принят в КХЛ и выступает c сезона 2012—2013. По итогам регулярного сезона клуб занял 6-е место на западе и получил право играть в плей-офф.
В конце мая 2019 года было объявлено, что клуб покидает КХЛ, так как не нашел спонсоров на следующий сезон.
Перед стартом сезона 2020/21 «Слован» нашёл нового спонсора, однако не смог продолжить выступление в КХЛ из-за долгов, и выступает в словацкой хоккейной лиге

## Результаты выступления в КХЛ
И — количество проведённых игр, В — выигрыши в основное время, ВО — выигрыши в овертайме, ВБ — выигрыши в послематчевых буллитах, ПО — проигрыши в овертайме, ПБ — проигрыши в послематчевых буллитах, П — проигрыши в основное время, О — количество набранных очков, Ш — соотношение забитых и пропущенных голов, РС — место по результатам регулярного сезона
| Сезон     | И   | В   | ВО | ВБ | ПБ | ПО | П   | О   | Ш       | РС | Плей-офф                                        |                                                 |
| --------- | --- | --- | -- | -- | -- | -- | --- | --- | ------- | -- | ----------------------------------------------- | ----------------------------------------------- |
| 2012-2013 | 52  | 17  | 3  | 8  | 5  | 0  | 19  | 78  | 124-127 | 13 | Проиграли в первом раунде: 0-4 (Динамо М)       |                                                 |
| 2013-2014 | 54  | 15  | 3  | 6  | 3  | 1  | 26  | 67  | 120-160 | 21 | В плей-офф не играли                            |                                                 |
| 2014-2015 | 60  | 15  | 0  | 5  | 6  | 2  | 32  | 63  | 136-188 | 26 | В плей-офф не играли                            |                                                 |
| 2015-2016 | 60  | 21  | 3  | 8  | 1  | 3  | 24  | 89  | 154-148 | 15 | Проиграли в первом раунде: 0-4 (ЦСКА)           |                                                 |
| 2016-2017 | 60  | 22  | 4  | 3  | 3  | 2  | 26  | 85  | 144-166 | 17 | В плей-офф не играли                            |                                                 |
| 2017-2018 | 56  | 15  | 1  | 2  | 2  | 5  | 31  | 58  | 119-187 | 24 | В плей-офф не играли                            |                                                 |
| Всего     | 342 | 105 | 14 | 32 | 20 | 13 | 158 | 440 | 797-976 | -  | В плей-офф участвовали 2 раза. Общий счет: 0-8. | В плей-офф участвовали 2 раза. Общий счет: 0-8. |

## Достижения

### Национальные
Словацкая экстралига
- Чемпион (9 раз): 1998, 2000, 2002, 2003, 2005, 2007, 2008, 2012, 2022
- Серебряный призёр (2 раза): 1999, 2010
- Бронзовый призёр (5 раз): 1995, 1996, 2001, 2004, 2009

Чехословацкая хоккейная лига
- Чемпион (1 раз): 1979
- Серебряный призёр (8 раз): 1949, 1960, 1961, 1962, 1964, 1965, 1970, 1972
- Бронзовый призёр (9 раз): 1946, 1947, 1948, 1963, 1966, 1969, 1971, 1973, 1980

Словацкая хоккейная лига
- Чемпион (2 раза): 1941, 1942
- Серебряный призёр (2 раза): 1943, 1944

Первая словацкая национальная хоккейная лига
- Чемпион (2 раза): 1982, 1990

### Международные
Кубок европейских чемпионов
- Бронзовый призёр (1 раз): 1979/80

Континентальный кубок по хоккею с шайбой
- Чемпион (1 раз): 2003/04
- Бронзовый призёр (1 раз): 2000/01

Кубок Шпенглера
-  Чемпион (3 раза): 1972, 1973, 1974

Basel Summer Ice Hockey
- Чемпион (1 раз): 2010

Steel Cup
- Чемпион (1 раз): 2016

## Руководство
- Президент клуба — Юрай Широки
- Исполнительный вице-президент клуба — Юрай Широки-мл.
- Генеральный менеджер — Марош Крайчи
- Спортивный директор — Олдржих Штефл

## Тренерский штаб
- Главный тренер — Эдуард Занковец
- Тренер — Роман Стантиен
- Тренер вратарей — Том Баррассо